# Дагестанські Огні
Дагестанські Огні (азерб. Дағьıстан Ишьıгларьı, Dağıstan İşıqları, ав. Даг'істанал'ул цӀаял, лезгин. Даг'устандін ЦІаяр, таб. Даг'устнан ЦІаяр) — місто (з 1990) республіканського підпорядкування в Дагестані (Росія).

## Географія
Розташоване на березі Каспійського моря, за 118 км від Махачкали.

## Історія
Місто виникло через будівництво всесоюзного значення — скляного заводу імені М. І. Калініна (який двічі відвідував його: в 1918 і 1924 роках).

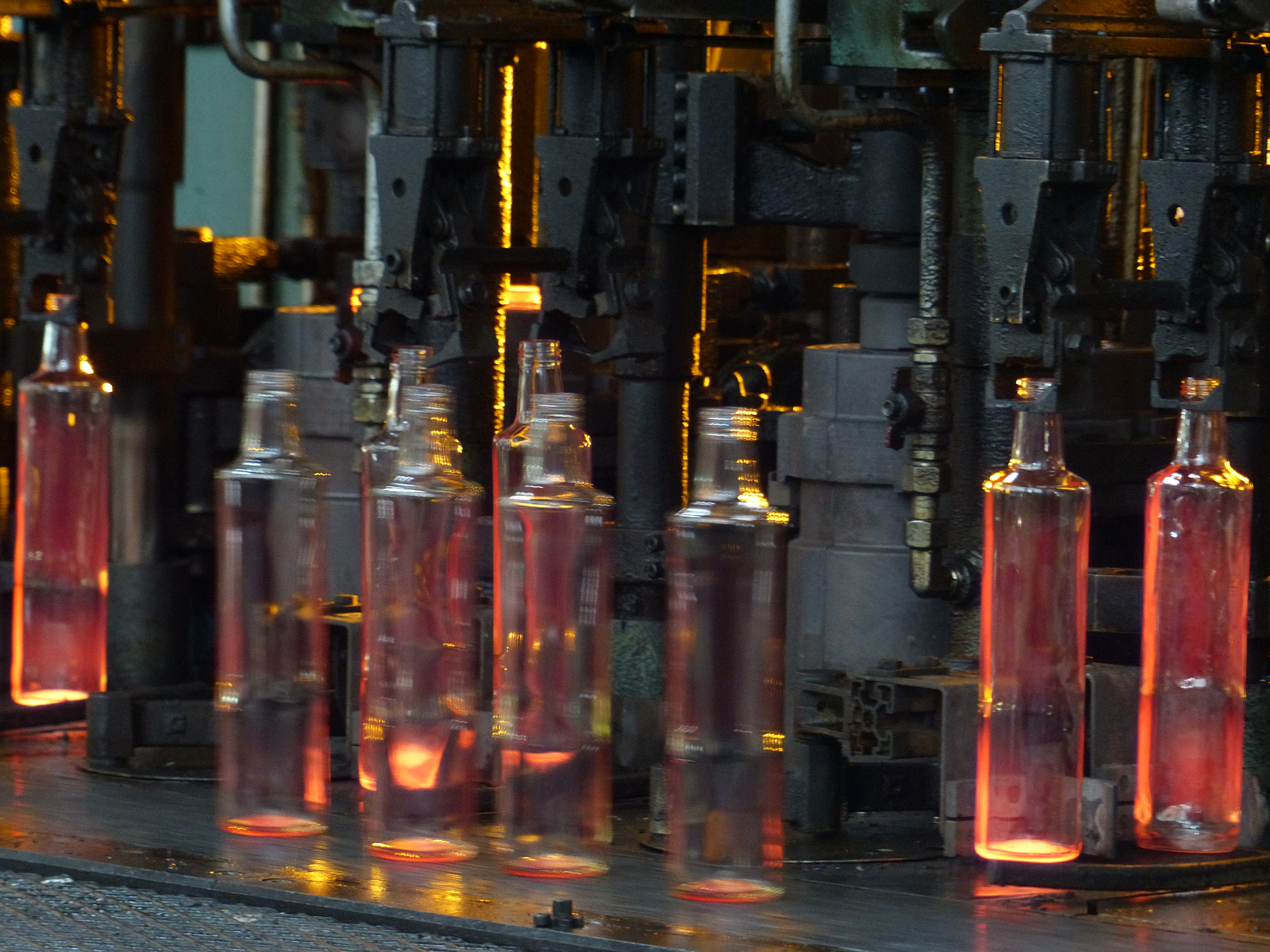
Скляний завод у Дагестанських Огнях

1991 року до складу міста був включений селище радгоспу ім. Ілліча, Дербентського району.

## Населення
Чисельність населення — 27923 осіб (2010).
Національний склад за даними перепису населення 2010 року:
- табасарани — 46,2%
- азербайджанці — 23,2%
- лезгини — 17,9%
- даргінці — 6,6%
- агули — 3,1%
- росіяни — 1,1%
- інші — 1,9%

## Економіка
- скляний завод (входить до складу Логістичної інвестиційної групи Сафінат)
- підшипниковий завод
- килимова фабрика
- цегельний завод
- винний завод